# Coupe d'Afrique des vainqueurs de coupe de football 1981
Navigation
Édition précédente Édition suivante
La Coupe d'Afrique des vainqueurs de coupe de football 1981 est la septième édition de la Coupe d'Afrique des vainqueurs de coupe. 
Cette compétition qui oppose les vainqueurs des Coupes nationales voit le sacre du club de l'Union Douala du Cameroun, dans une finale qui se joue en deux matchs face aux Nigérians de Stationery Stores. Il s'agit du premier titre africain pour l'Union Douala et de la troisième victoire pour le Cameroun.

## Tour préliminaire
| Équipe 1                       | Résultat      | Équipe 2                            | Aller | Retour |
| ------------------------------ | ------------- | ----------------------------------- | ----- | ------ |
| CAPS United                    | 8 - 1         | AS Saint-Michel forfait             | 8 - 1 | -      |
| Gbessia AC                     | -             | Estrela Negra de Bissau forfait     | -     | -      |
| Gor Mahia                      | -             | Coastal Union forfait               | -     | -      |
| Lavori Publici                 | -             | Zamalek SC forfait                  | -     | -      |
| Lubumbashi Sport               | 5 - 5e        | FC 105 Libreville                   | 4 - 3 | 1 - 2  |
| Kadiogo FC                     | 4 - 4e        | AC Semassi                          | 3 - 2 | 1 - 2  |
| Kampala City Council           | 1 - 2         | Entente sportive de Sétif           | 1 - 0 | 0 - 2  |
| Matlama FC                     | 1 - 3         | Power Dynamos FC                    | 1 - 1 | 0 - 2  |
| Nacional Benguela              | 1 - 13        | Union Douala                        | 1 - 7 | 0 - 6  |
| Palmeiras de Beira             | -             | Mbabane Highlanders forfait         | -     | -      |
| Réveil Club de Daloa           | 2 - 2e        | Djoliba AC                          | 2 - 1 | 0 - 1  |
| Real Republicans               | 3 - 2         | ASC Jeanne d'Arc                    | 2 - 0 | 1 - 2  |
| Stationery Stores              | 1 - 1 5-4 tab | Al Ahly Benghazi                    | 1 - 0 | 0 - 1  |
| 'TP MazembeT'                  | 7 - 0         | ASDR Fatima                         | 5 - 0 | 2 - 0  |
| Sekondi Hasaacas Football Club | -             | CS Nere forfait                     | -     | -      |
| forfait Zinder AS              | -             | Espérance sportive de Tunis forfait | -     | -      |

## Premier tour
| Équipe 1                       | Résultat      | Équipe 2          | Aller | Retour |
| ------------------------------ | ------------- | ----------------- | ----- | ------ |
| CAPS United                    | 1 - 1 1-3 tab | Stationery Stores | 1 - 0 | 0 - 1  |
| Djoliba AC                     | 4 - 0         | AC Semassi        | 3 - 0 | 1 - 0  |
| FC 105 Libreville              | 1 - 4         | Union Douala      | 1 - 3 | 0 - 1  |
| Gor Mahia                      | 3 - 1         | Lavori Publici    | 3 - 0 | 0 - 1  |
| Palmeiras de Beira             | 1 - 6         | Power Dynamos FC  | 1 - 1 | 0 - 5  |
| Real Republicans               | 1 - 4         | Gbessia AC        | 1 - 2 | 0 - 2  |
| Sekondi Hasaacas Football Club | 3 - 1         | TP MazembeT       | 2 - 1 | 1 - 0  |

- Le club de l'Entente sportive de Sétif est directement qualifié pour les quarts de finale car il aurait dû rencontrer le vainqueur du match entre l'Espérance sportive de Tunis et Zinder AS.

## Quarts de finale
| Équipe 1         | Résultat | Équipe 2                       | Aller | Retour |
| ---------------- | -------- | ------------------------------ | ----- | ------ |
| Gbessia AC       | 1 - 4    | Stationery Stores              | 0 - 1 | 1 - 3  |
| Power Dynamos FC | 2 - 3    | Sekondi Hasaacas Football Club | 1 - 0 | 1 - 3  |
| Union Douala     | 6 - 1    | Entente sportive de Sétif      | 5 - 0 | 1 - 1  |
| Djoliba AC       | 2 - 1    | Gor Mahia                      | 2 - 0 | 0 - 1  |

## Demi-finales
| Équipe 1          | Résultat | Équipe 2                       | Aller | Retour |
| ----------------- | -------- | ------------------------------ | ----- | ------ |
| Stationery Stores | 1 - 0    | Djoliba AC                     | 0 - 0 | 1 - 0  |
| Union Douala      | 4e - 4   | Sekondi Hasaacas Football Club | 2 - 1 | 2 - 3  |

## Finale
| Équipe 1     | Résultat | Équipe 2          | Aller | Retour |
| ------------ | -------- | ----------------- | ----- | ------ |
| Union Douala | 2 - 1    | Stationery Stores | 0 - 0 | 2 - 1  |

## Vainqueur
| Coupe d'Afrique des vainqueurs de coupe Vainqueur 1981 |
| ------------------------------------------------------ |
| Union Douala Premier titre                             |